# 福禍少年

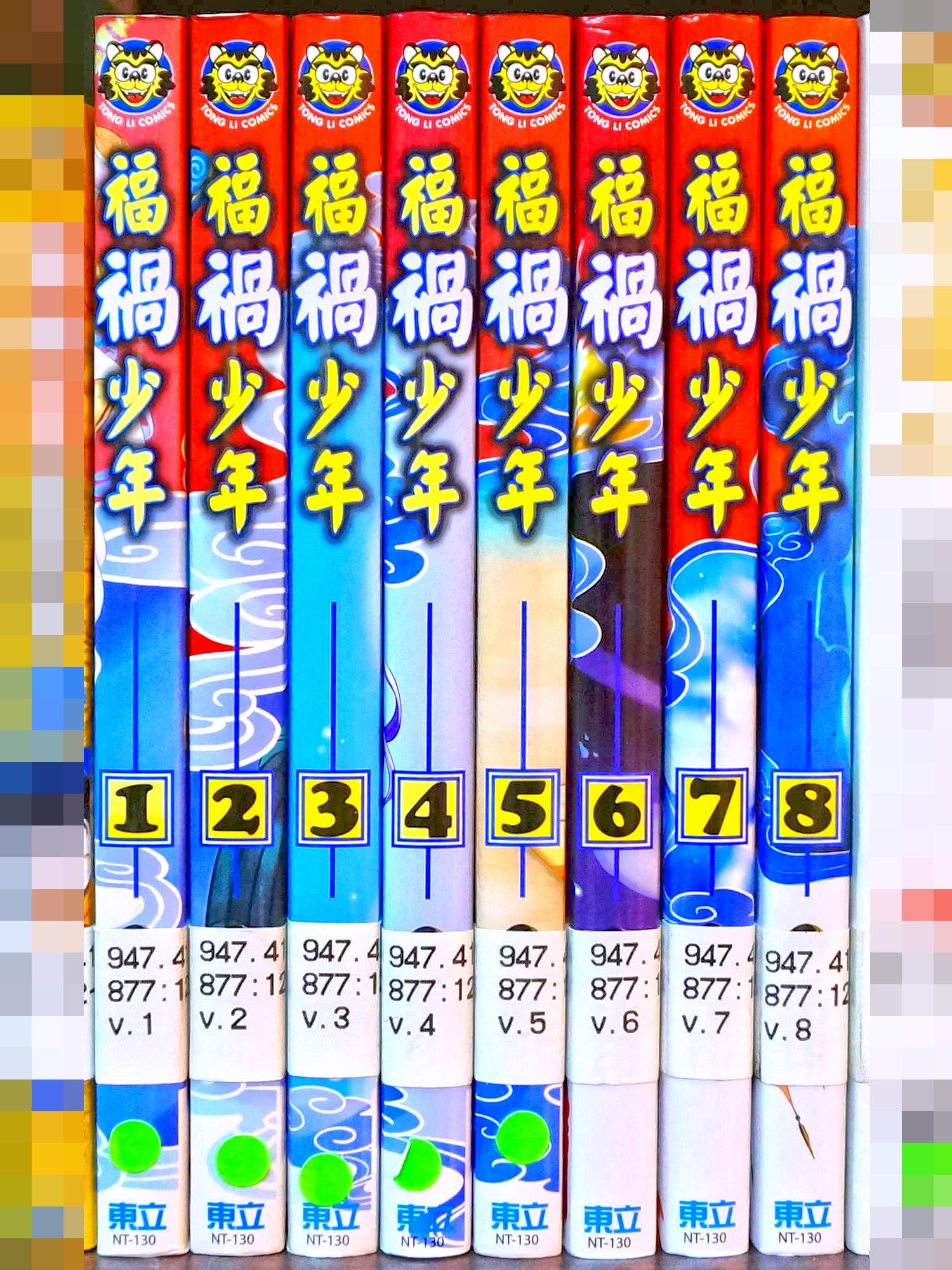
《福禍少年》全套單行本書背

《福禍少年》是台灣漫畫家岳印的少年漫畫作品，在東立出版社漫畫雜誌《龍少年》連載，未來數位協力，單行本全九集。
岳印早年創作的四格漫畫《自求多蝠》，曾發表於岳印網誌與網路漫畫平台《創意漫畫大亂鬥》，是《福禍少年》的原點；《福禍少年》結合中華民國國軍與道教神話，加上令人臉紅心跳的校園生活。
本作於2018年10月5日正式完結連載，2019年1月2日單行本第九集（最終卷）發售。

## 劇情大綱
21世紀，地球各地災難不斷，原來是各種「災禍獸」在搞鬼。中華民國政府成立國軍部隊「抗災部隊」，成立軍校「福禍學院」訓練抗災部隊，對抗災禍獸。被災禍附身、被中華民國政府指定為「人禍」的不幸少年烏九陽，為了治好害他厄運纏身的右手，就讀福禍學院。

## 事件
《福禍少年》美少女角色穿著暴露，有不少露臀、爆乳、露下體的殺必死畫面，2013年6月被匿名民眾向《台灣蘋果日報》投诉應該列為輔導級卻被列為普遍級讀物，游走在法律邊緣；2013年6月8日，東立出版社回應，絕無露點等十八禁畫面，會提醒岳印注意外界反應，但不會要求岳印改變畫風。看漫畫的民眾說，「要列輔導級吧！18歲以下不能看」。其後，雖然風暴平息，《龍少年》卻持續得到中華民國文化部補助，令社會大眾對此抱持相當意見。

## 單行本
| 集數 | 東立出版社     | 東立出版社             |
| 集數 | 發售日期       | EAN                    |
| ---- | -------------- | ---------------------- |
| 1    | 2013年8月12日  | ISBN 978-986-332-950-3 |
| 2    | 2014年3月13日  | ISBN 978-986-348-293-2 |
| 3    | 2014年11月10日 | ISBN 978-986-382-173-1 |
| 4    | 2015年5月8日   | ISBN 978-986-431-350-1 |
| 5    | 2016年4月15日  | ISBN 978-986-382-437-4 |
| 6    | 2017年6月2日   | EAN 471-094-555-174-6  |
| 7    | 2017年10月12日 | EAN 471-094-555-322-1  |
| 8    | 2018年7月16日  | ISBN 978-957-26-1254-5 |
| 9    | 2019年1月2日   | ISBN 978-957-26-2383-1 |

## 外部連結
- 《福禍少年》東立官方宣傳網頁 （页面存档备份，存于）